# Ravnik (gmina Šentrupert)
Ravnik – wieś w Słowenii, w gminie Šentrupert. W 2018 roku liczyła 111 mieszkańców.